# Nobel Boungou Colo
Dy Nobel Ritchy Boungou Colo (nacido el 26 de abril de 1988 en Brazzaville, República del Congo) es un jugador de baloncesto francés, actualmente forma parte de la plantilla del Sharks Antibes de la LNB Pro B francesa.

## Trayectoria
El jugador ha realizado su carrera deportiva en Francia. Tras formarse en varios clubs de la liga de Francia, en 2012 llegó al Limoges, donde se convirtió santo y seña de los verdes, donde ha jugado las cuatro campañas, gracias a su potencia e intensidad en la cancha. 
La temporada 2015-16 promedió 13.8 puntos y 5.2 rebotes en la LNB, 8.6 puntos y 3.1 rebotes en la primera fase de la Euroliga, y 13.7 puntos y 4.9 rebotes en la Eurocup, lo que provocó el interés de los grandes clubes europeos.
El 4 de octubre de 2021, firma por el Levallois Metropolitans de la LNB Pro A francesa.
El 19 de noviembre de 2022 fichó por el Sharks Antibes de la LNB Pro B francesa.